# Choroterpes ungulus
Choroterpes ungulus är en dagsländeart som beskrevs av Lugo-ortiz och Mccafferty 1996. Choroterpes ungulus ingår i släktet Choroterpes och familjen starrdagsländor. Inga underarter finns listade i Catalogue of Life.